# Inés Efron

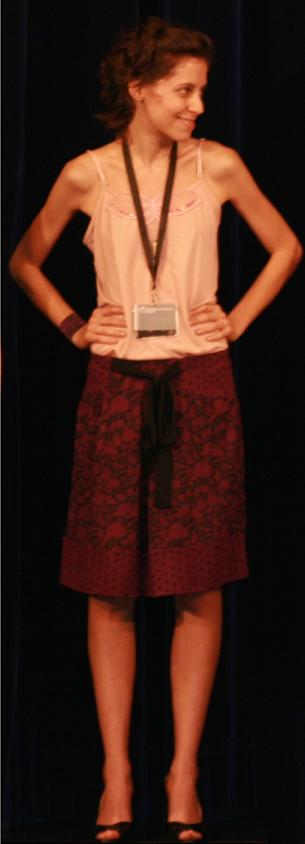
Inés Efron auf den Filmfestspielen in Cannes 2007

Inés Efron (* 1985) ist eine argentinische Schauspielerin. Der Durchbruch gelang ihr mit dem Film XXY von Lucía Puenzo, in dem sie einen intersexuellen Teenager spielt. Ihr Charakter ist eine 15 Jahre alte Person namens Alex, die versucht, sich über ihre Identität klar zu werden. Efron sagte über ihre Rolle: „Ich mochte diesen Charakter sehr und dachte: Das kannst du. Ich fühlte eine wirkliche Verbindung.“
Für ihre Darstellung gewann Efron den Preis als Beste Schauspielerin beim Filmfestival von Cartagena sowie drei andere Auszeichnungen. In dem Film Glue spielte sie einen von drei Teenagern in einer Kleinstadt in Patagonien. Im 2009 erschienenen Film Das Fischkind spielte sie die Hauptrolle, erneut unter der Regie von Lucía Puenzo.

## Filmografie (Auswahl)
- 2006: Glue
- 2006: Käsekopf (Cara de queso „mi primer ghetto“)
- 2007: Parece la pierna de una muñeca
- 2007: Cómo estar muerto
- 2007: XXY
- 2007: Hoy no estoy
- 2008: Amorosa soledad
- 2008: El Nido vacío
- 2008: Die Frau ohne Kopf (La Mujer sin cabeza)
- 2009: Das Fischkind (El niño pez)
- 2010: Alas (pobre Jiménez)
- 2010: Cerro Bayo
- 2011: Verdades verdaderas, la vida de Estela
- 2011: Medianeras
- 2022: El vasco